# Metalimnophila howesi
Metalimnophila howesi is een tweevleugelige uit de familie steltmuggen (Limoniidae). De soort komt voor in het Australaziatisch gebied.